# Крушельницький водоспад
Крушельни́цький водоспа́д — водоспад в Українських Карпатах (масив Сколівські Бескиди). Розташований на захід від села Крушельниця Стрийського району Львівської області. 
Висота водоспаду — 3 м. Утворився в місці, де річка Крушельниця (притока Стрию) перетинає потужний пласт пісковиків. 
Водоспад розташований на території національного природного парку «Сколівські Бескиди», є легкодоступним, проте маловідомим туристичним об'єктом.

## Світлини та відео

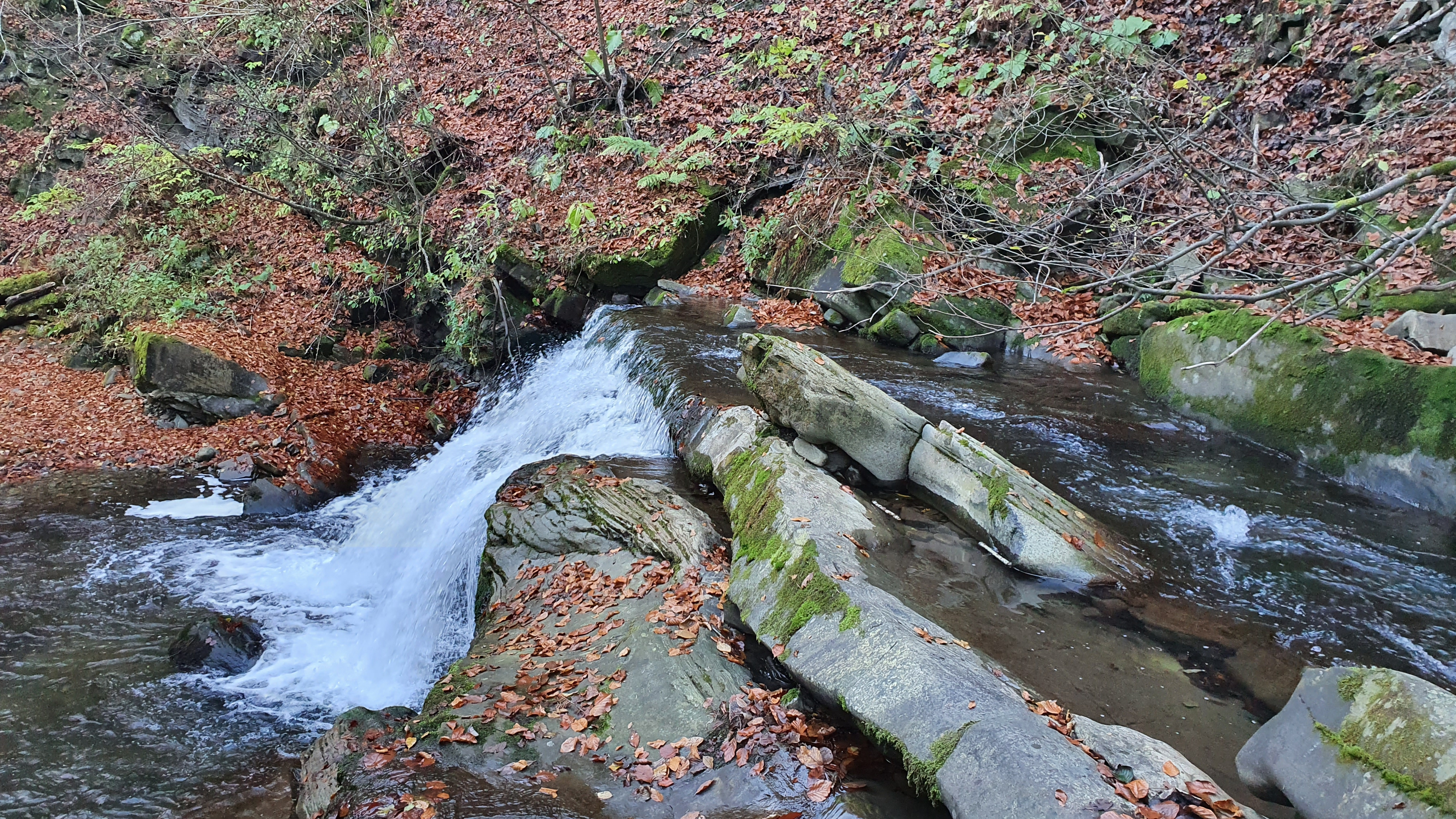
Водоспад збоку
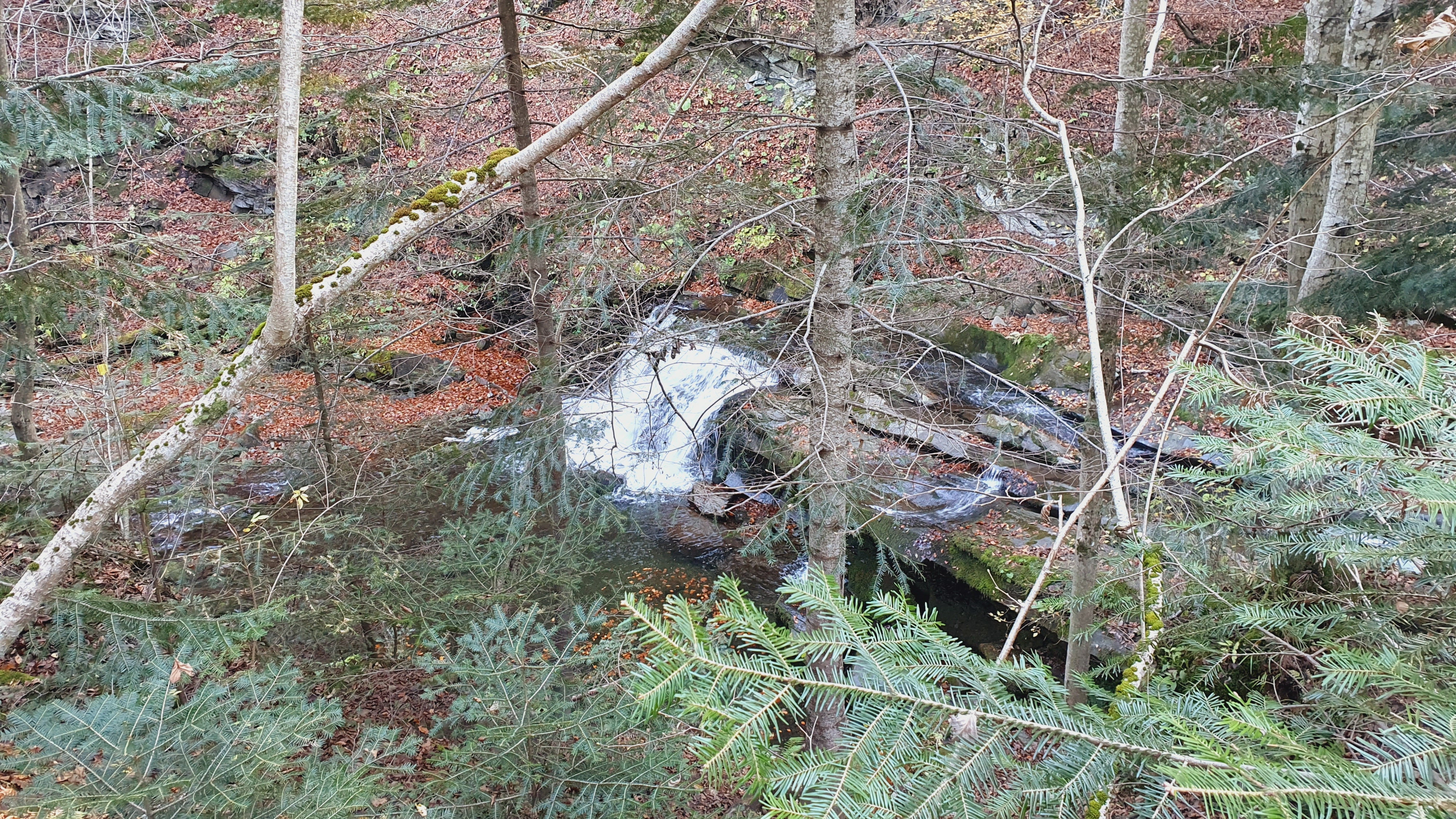
Водоспад здалеку
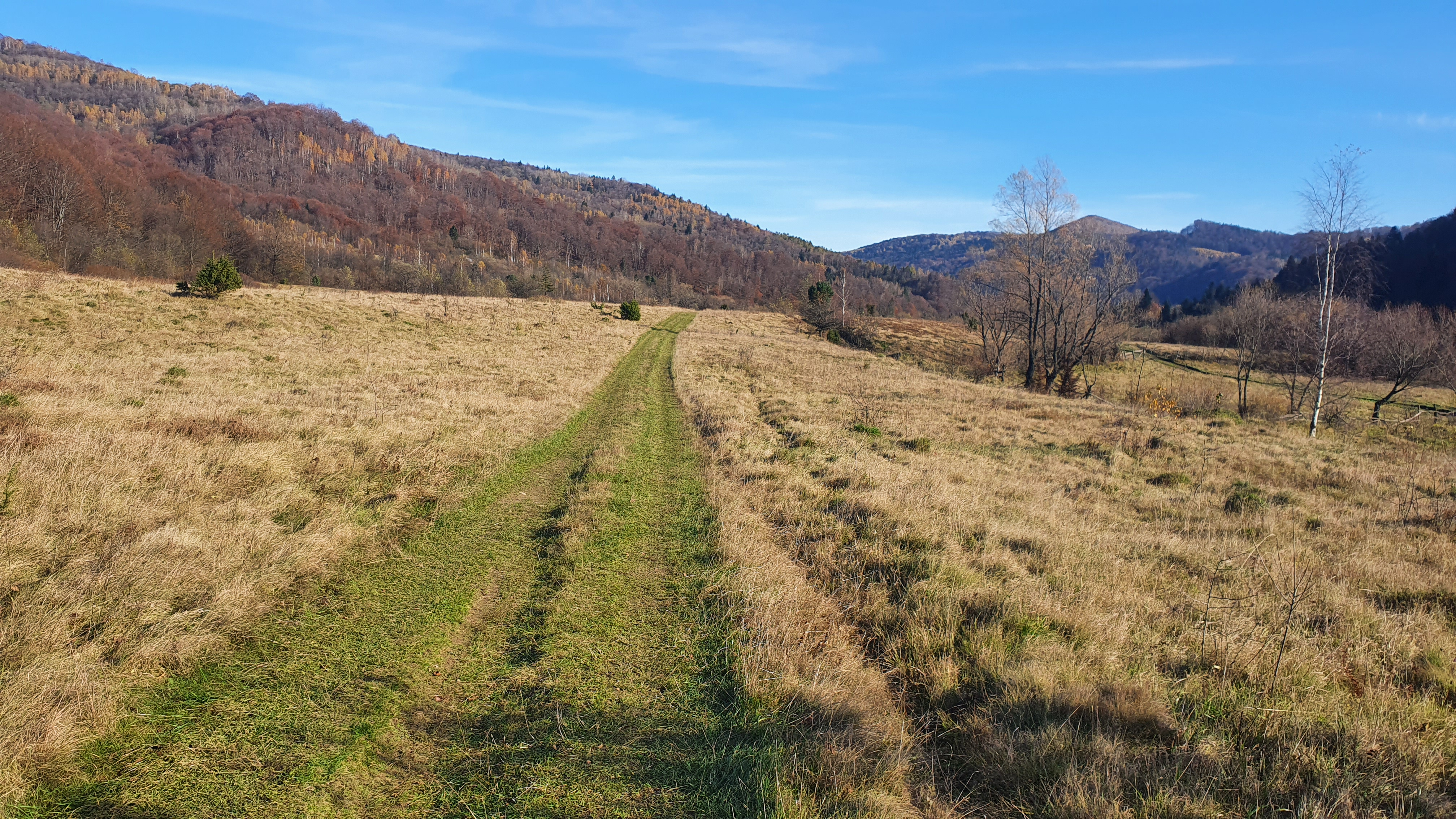
Дорогою до водоспаду
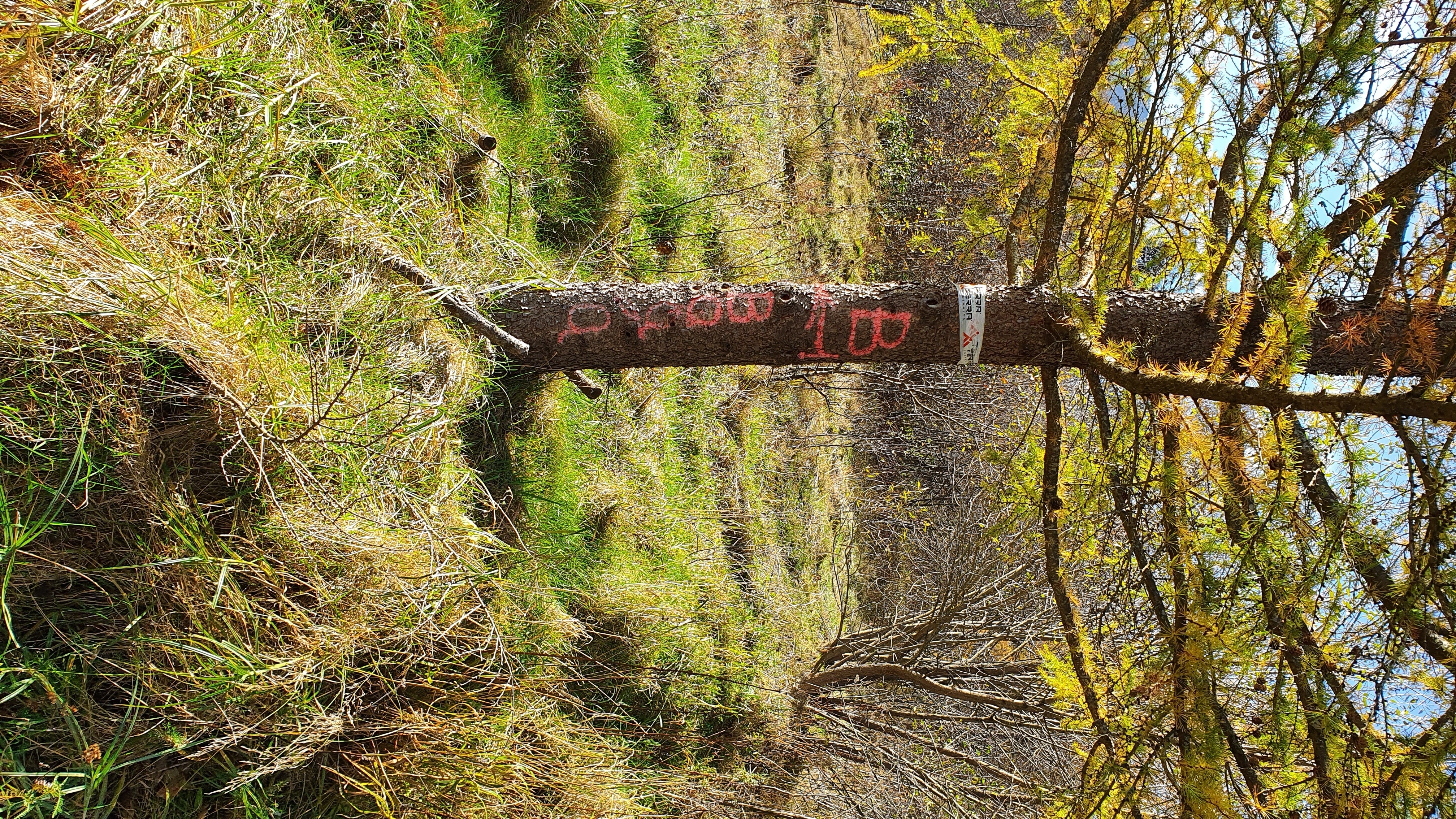
Поворот з дороги до водоспаду
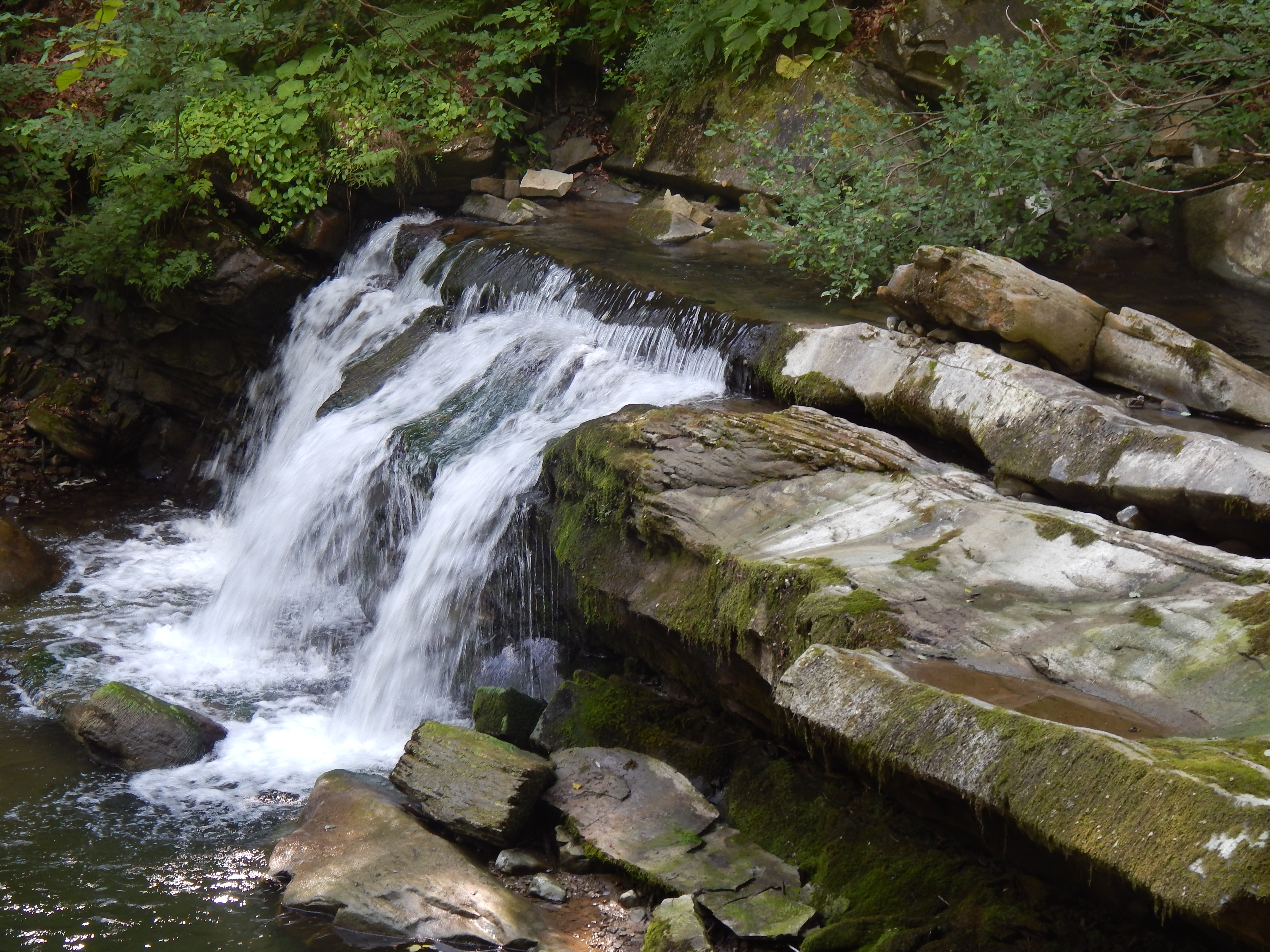
Водоспад влітку
- Відео водоспаду